# Axelia
Axelia är en femininform av Axel som är en nordisk form av det hebreiska namnet Absalon. Namnet betyder fadern är välgång. En annan form av namnet är Axelina.
Den 31 december 2019 fanns det totalt 336 kvinnor folkbokförda i Sverige med namnet Axelia, varav 45 bar det som tilltalsnamn.
Namnsdag: saknas (1986-1992: 16 juni)